# Alper Uludağ
Alper Uludağ (Heusden-Zolder, 11 dicembre 1990) è un calciatore turco con cittadinanza belga, difensore dello Yeni Mersin İdmanyurdu.

## Caratteristiche tecniche
È un terzino sinistro.

## Carriera

### Club
Cresciuto nelle giovanili di PSV ed Alemannia Aquisgrana, ha esordito il 9 novembre 2009 in un match vinto 1-0 contro l'Hansa Rostock.

### Nazionale
Ha giocato nelle nazionali giovanili turche Under-15 ed Under-21.

## Statistiche

### Presenze e reti nei club
Statistiche aggiornate al 30 gennaio 2017.
| Stagione                    | Squadra                     | Campionato                  | Campionato | Campionato | Coppe nazionali | Coppe nazionali | Coppe nazionali | Coppe continentali | Coppe continentali | Coppe continentali | Altre coppe | Altre coppe | Altre coppe | Totale | Totale | Totale |
| Stagione                    | Squadra                     | Comp                        | Pres       | Reti       | Comp            | Pres            | Reti            | Comp               | Pres               | Reti               | Comp        | Pres        | Reti        | Pres   | Reti   |        |
| --------------------------- | --------------------------- | --------------------------- | ---------- | ---------- | --------------- | --------------- | --------------- | ------------------ | ------------------ | ------------------ | ----------- | ----------- | ----------- | ------ | ------ | ------ |
| 2009-2010                   | Alemannia Aquisgrana        | 2L                          | 17         | 0          | CG              | 0               | 0               |                    | -                  | -                  |             | -           | -           | 17     | 0      |        |
| 2010-2011                   | Alemannia Aquisgrana        | 2L                          | 19         | 2          | CG              | 2               | 0               |                    | -                  | -                  |             | -           | -           | 21     | 2      |        |
| 2011-2012                   | Alemannia Aquisgrana        | 2L                          | 25         | 1          | CG              | 1               | 0               |                    | -                  | -                  |             | -           | -           | 26     | 1      |        |
| Totale Alemannia Aquisgrana | Totale Alemannia Aquisgrana | Totale Alemannia Aquisgrana | 61         | 3          |                 | 3               | 0               |                    | -                  | -                  |             | -           | -           | 64     | 3      |        |
| 2012-2013                   | Ingolstadt 04               | 2L                          | 20         | 0          | CG              | 1               | 0               |                    | -                  | -                  |             | -           | -           | 21     | 0      |        |
| 2013-2014                   | Kayserispor                 | SL                          | 20         | 0          | CT              | 2               | 0               |                    | -                  | -                  |             | -           | -           | 22     | 0      |        |
| 2014-2015                   | Kayserispor                 | 1L                          | 27         | 0          | CT              | 6               | 0               |                    | -                  | -                  |             | -           | -           | 33     | 0      |        |
| Totale Kayserispor          | Totale Kayserispor          | Totale Kayserispor          | 47         | 0          |                 | 8               | 0               |                    | -                  | -                  |             | -           | -           | 55     | 0      |        |
| 2015-gen. 2016              | Trabzonspor                 | SL                          | 6          | 0          | CT              | 2               | 0               | UEL                | 1                  | 0                  |             | -           | -           | 9      | 0      |        |
| gen.-giu. 2016              | Akhisar Belediyespor        | SL                          | 3          | 0          | CT              | 2               | 0               |                    | -                  | -                  |             | -           | -           | 5      | 0      |        |
| 2016-2017                   | Akhisar Belediyespor        | SL                          | 1          | 0          | CT              | 6               | 0               |                    | -                  | -                  |             | -           | -           | 7      | 0      |        |
| Totale Akhisar Belediyespor | Totale Akhisar Belediyespor | Totale Akhisar Belediyespor | 4          | 0          |                 | 8               | 0               |                    | -                  | -                  |             | -           | -           | 12     | 0      |        |
| 2017-2018                   | Gençlerbirliği              | SL                          | 5          | 1          | CT              | 6               | 0               |                    | -                  | -                  |             | -           | -           | 11     | 1      |        |
| Totale carriera             | Totale carriera             | Totale carriera             | 143        | 4          |                 | 29              | 0               |                    | 1                  | 0                  |             | -           | -           | 173    | 4      |        |

## Palmarès

### Club
- TFF 1. Lig: 1

Kayserispor: 2014-2015